# Monomma microspeculum
Monomma microspeculum es una especie de coleóptero de la familia Monommatidae.

## Distribución geográfica
Habita en Madagascar.